# Fort White
Fort White és una població dels Estats Units a l'estat de Florida. Segons el cens del 2000 tenia 409 habitants.

## Demografia
Segons el cens del 2000, Fort White tenia 409 habitants, 151 habitatges, i 104 famílies. La densitat de població era de 68,4 habitants/km².
Dels 151 habitatges en un 33,8% hi vivien nens de menys de 18 anys, en un 43,7% hi vivien parelles casades, en un 19,2% dones solteres, i en un 31,1% no eren unitats familiars. En el 28,5% dels habitatges hi vivien persones soles el 9,9% de les quals corresponia a persones de 65 anys o més que vivien soles. El nombre mitjà de persones vivint en cada habitatge era de 2,71 i el nombre mitjà de persones que vivien en cada família era de 3,35.
Per edats la població es repartia de la següent manera: un 28,6% tenia menys de 18 anys, un 8,1% entre 18 i 24, un 24,9% entre 25 i 44, un 22,5% de 45 a 60 i un 15,9% 65 anys o més.
L'edat mediana era de 37 anys. Per cada 100 dones de 18 o més anys hi havia 82,5 homes.
La renda mediana per habitatge era de 26.250 $ i la renda mediana per família de 28.000 $. Els homes tenien una renda mediana de 26.477 $ mentre que les dones 26.667 $. La renda per capita de la població era de 10.578 $. Entorn del 24,1% de les famílies i el 26,8% de la població estaven per davall del llindar de pobresa.

## Poblacions més properes
El següent diagrama mostra les poblacions més properes.